# Heinz Haase
Heinz Haase (* 5. Oktober 1909 in Wollin; † nach 1970) war ein deutscher Funktionär der Blockpartei DBD. Er war von 1958 bis 1963 Abgeordneter der Volkskammer der DDR.

## Leben
Haase, Sohn eines Fischers und Kleinbauern, besuchte die Volksschule in Wollin. Er absolvierte von 1924 bis 1926 eine Gärtnerlehre in Neuendorf auf der Insel Wollin und 1926/27 eine weitere Lehrausbildung in Stettin. Von 1928 bis 1931 arbeitete er als Gärtner in Berlin und 1931 in Wollin. Von 1931 bis 1945 war er Angehöriger der Schutzpolizei in Berlin. Dazwischen leistete er von 1935 bis 1936 Militärdienst in der Wehrmacht. 
Nach dem Zweiten Weltkrieg arbeitete er von 1945 bis 1947 als Obergärtner in Berlin. Von 1947 bis 1951 war er Hauptsachbearbeiter für landwirtschaftliche Betriebe beim Magistrat von Groß-Berlin, Bezirksamt Treptow. Von 1949 bis 1950 besuchte er die Verwaltungsschule Berlin und fungierte anschließend bis 1952 als  Oberreferent für Land- und Forstwirtschaft beim Magistrat von Groß-Berlin. Im Jahr 1950 trat er in die Demokratische Bauernpartei Deutschlands ein und wurde 1951 Vorsitzender der Ortsgruppe Berlin-Bohnsdorf. 1952 wurde er Mitglied des DBD-Bezirksvorstandes Berlin. Von 1952 bis 1956 bewirtschaftete er als werktätiger Bauer einen 19 Hektar großen Betrieb in Berlin-Bohnsdorf. 1956 wurde er Gründer und Vorsitzender der Landwirtschaftlichen Produktionsgenossenschaft (LPG) „Vorwärts“ in Berlin-Bohnsdorf. Ab 1957 war er Mitglied des Sekretariats des DBD-Bezirksvorstandes Berlin.
Ab Oktober 1958 war er Mitglied der Stadtverordnetenversammlung Berlin. Von der Stadtverordnetenversammlung wurde er im November 1958 als Berliner Vertreter in die Volkskammer entsandt.
Als Arbeitsgruppenleiter in der LPG „Vorwärts“ Bohnsdorf wurde er 1970 Mitglied der Stadtbezirksversammlung Berlin-Treptow.